# Astragalus ampullarioides
Astragalus ampullarioides là một loài thực vật có hoa trong họ Đậu. Loài này được (S.L. Welsh) S.L. Welsh miêu tả khoa học đầu tiên năm 1998.